# Sudrigiu, Bihor
Sudrigiu este un sat în comuna Rieni din județul Bihor, Crișana, România.

## Personalități
- Ana Balaci (n. 1927 - d. 2004, București), cântăreață de muzică populară

## Imagini

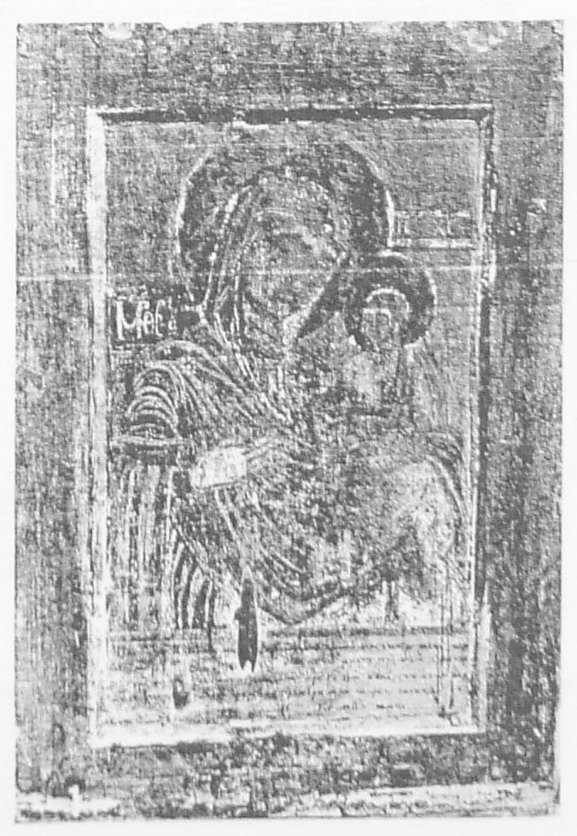
Icoană împărătească ce a aparținut bisericii de lemn dispărute

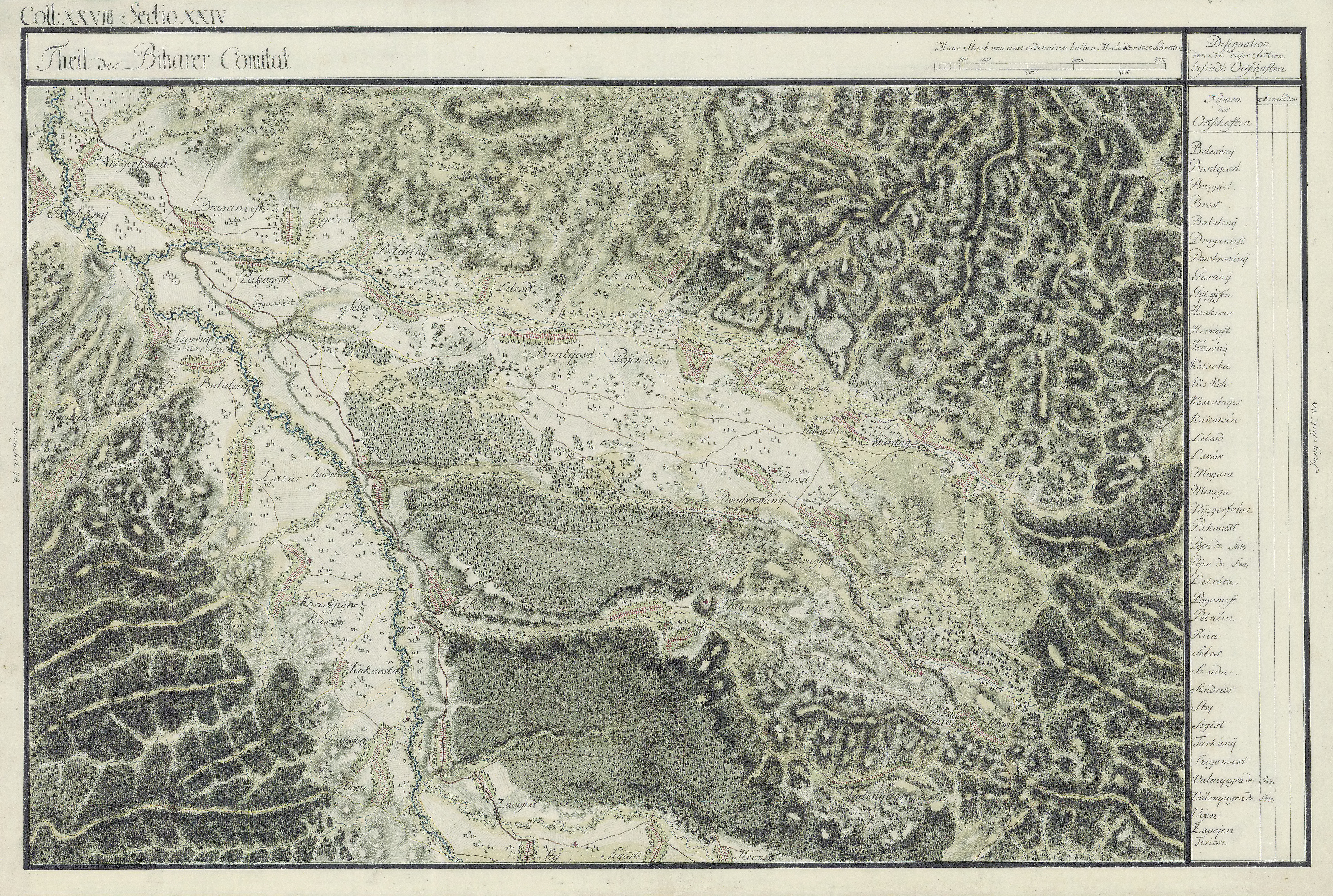
Sudrigiu în Harta Iosefină a Comitatului Bihor, 1782-85

 Acest articol despre o localitate din județul Bihor este deocamdată un ciot. Puteți ajuta Wikipedia prin completarea lui.